# Struthanthus nigricans
Struthanthus nigricans är en tvåhjärtbladig växtart som beskrevs av August Wilhelm Eichler. Struthanthus nigricans ingår i släktet Struthanthus och familjen Loranthaceae. Inga underarter finns listade i Catalogue of Life.